# ماتياس رودريغو بيريز
ماتياس رودريغو بيريز (بالإسبانية: Matías Rodrigo Pérez)‏ (4 يناير 1994 بأسونسيون في باراغواي - ) هو مدرب كرة قدم ولاعب كرة قدم باراغواياني في مركز الدفاع. شارك مع منتخب باراغواي تحت 17 سنة لكرة القدم ومنتخب الباراغواي تحت 20 سنة لكرة القدم. أما مع النوادي، فقد لعب مع سبورتينغ لشبونة ب وناسيونال أسونسيون وClub Sportivo San Lorenzo ‏ وروبيو نيو ‏.

## وصلات خارجية
- ماتياس رودريغو بيريز على موقع قاعدة بيانات كرة القدم.إي يو (الإنجليزية)
- ماتياس رودريغو بيريز على موقع Soccerway.com (الإنجليزية)
- ماتياس رودريغو بيريز على موقع عالم كرة القدم.نت (الإنجليزية)